# El Bellit
El Bellit és un edifici del municipi d'Aiguafreda (Osona) que forma part de l'Inventari del Patrimoni Arquitectònic de Catalunya.

## Descripció
La façana principal conserva tota la seva simetria original. Segueix la tipologia clàssica de tres crugies paral·leles i tres pisos d'alçada, coberta amb teulada a dos vessants. La porta d'accés és dovellada amb un arc de mig punt que dona pas a un gran rebedor on es reparteixen les dependències de la casa i on se situa l'escala que puja a la sala, eix central de la casa on s'obren les portes de les habitacions.